# Bearhole Lake Park
Bearhole Lake Park är en park i Kanada.   Den ligger i Peace River Regional District och provinsen British Columbia, i den centrala delen av landet, 3 300 km väster om huvudstaden Ottawa. Bearhole Lake Park ligger 1 047 meter över havet.
Terrängen runt Bearhole Lake Park är kuperad åt sydost, men åt nordväst är den platt. Trakten runt Bearhole Lake Park är nära nog obefolkad, med mindre än två invånare per kvadratkilometer.. Det finns inga samhällen i närheten. 
I omgivningarna runt Bearhole Lake Park växer i huvudsak barrskog.